# Karlén Mkrtchián
Karlén Mkrtchián (en armenio: Կառլեն Մկրտչյան, n. Ereván, Unión Soviética, 25 de noviembre de 1988) es un futbolista internacional armenio que juega como centrocampista en el Pyunik armenio. Es internacional por Armenia.

## Palmarés

### Club
Pyunik
- Liga Premier de Armenia (4): 2007, 2008, 2009, 2010
- Copa de Armenia (2): 2009, 2010
- Supercopa de Armenia (3): 2007, 2008, 2010

 Metalurh Donetsk
- Copa de Ucrania subcampeón (1): 2011–12
- Supercopa de Ucrania subcampeón (1): 2012

### Individual
- Futbolista armenio del año: 2010
- Jugador del mes del Metalurh Donetsk: octubre de 2011, noviembre de 2011, diciembre de 2011[1]
- Jugador de la primera mitad del año del Metalurh Donetsk: 2012-2013.[2]
- Jugador extranjero del año del Metalurh Donetsk: 2012[3]